# Musica della Corea del Nord

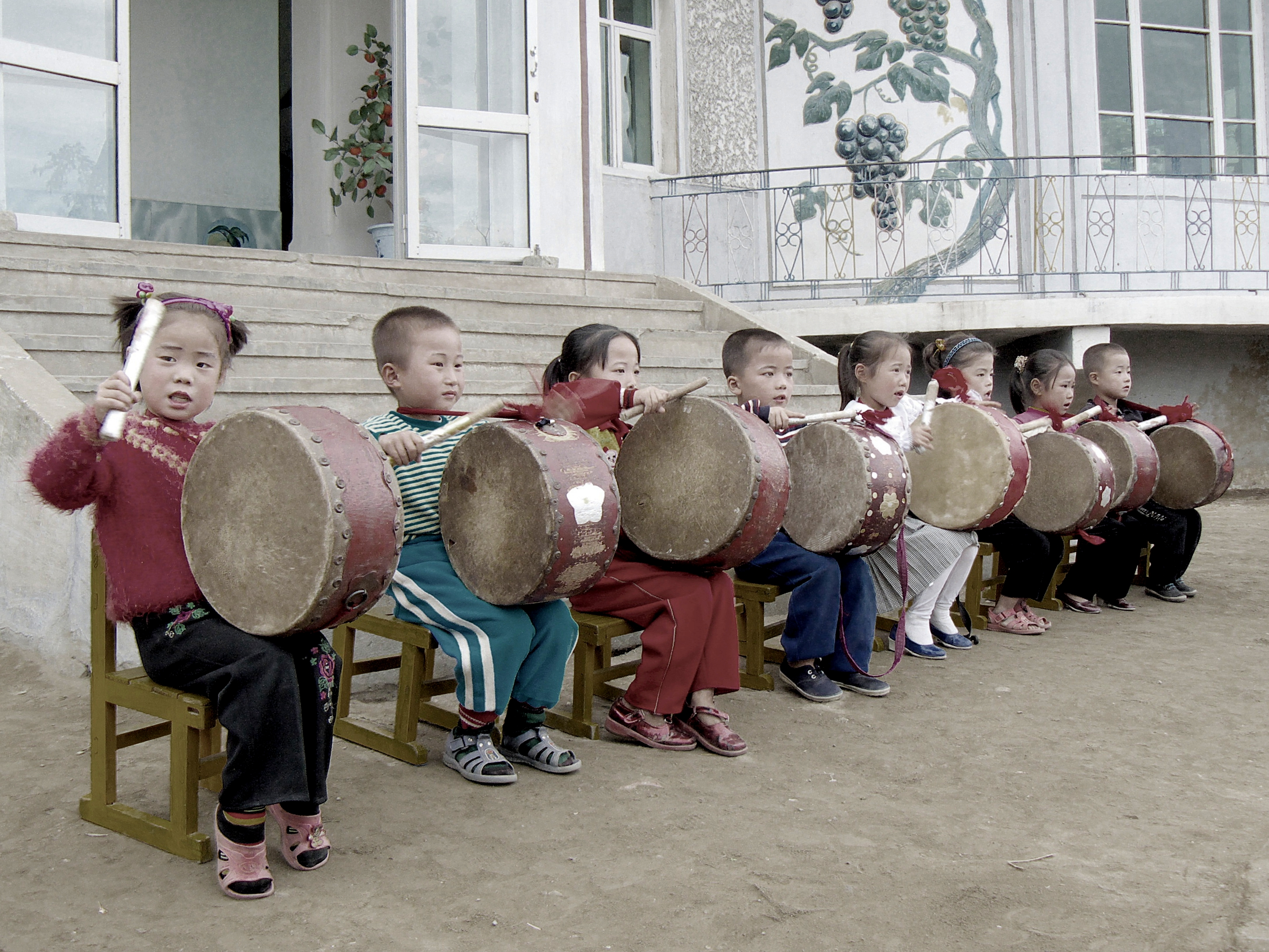
Bambini nordcoreani mentre si esibiscono per i turisti alla Fattoria cooperativa Chonsam, vicino Wonsan.

La musica della Corea del Nord è fortemente influenzata dalla situazione politica del Paese e molte canzoni sono relative al culto della personalità.

## Generi

### Taejung kayo
Dopo la divisione della Corea nel 1945 e la fondazione della Repubblica Popolare Democratica di Corea nel 1948, la composizione delle canzoni fu incanalata nel supporto dello Stato, diventando negli anni ottanta in seguito un particolare genere di canzone patriottica noto come taejung kayo che unisce la musica classica occidentale con le forme musicali tradizionali coreane. Le canzoni sono generalmente interpretate da donne accompagnate da band o cori affiancati da una grande orchestra (dallo stile occidentale o ibrida con la tradizionale) o una banda sinfonica. Negli ultimi anni, le canzoni sono state interpretate da gruppi pop con chitarre, tastiere e ottoni.
La musica nordcoreana segue i principi dell'ideologia Juche. I brani, dal caratteristico stile ottimista e simile alla marcia, vengono composti con attenzione e precisione, raramente eseguiti da una sola persona, e i loro testi possiedono un chiaro contenuto ottimistico e patriottico.
Molta della musica viene composta per il cinema e i lavori del compositore Isang Yun (1917-1995), formatosi in Europa tra la Francia e la Germania dell'ovest, sono molto popolari in Corea del Nord.

### Generi popolari

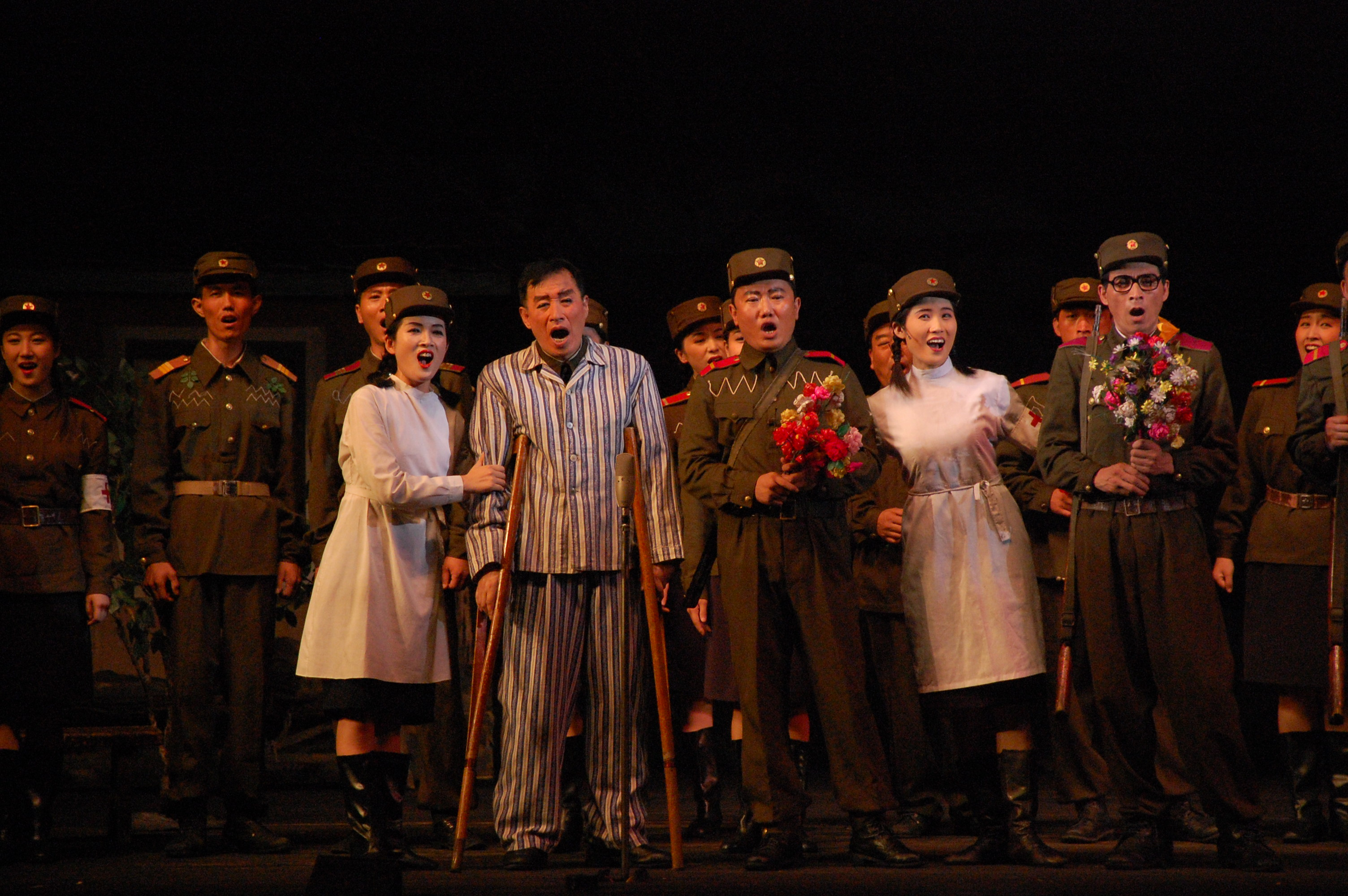
Esibizione all'Opera di Pyongyang.

Durante il governo di Kim Il-sung, era concessa solamente la musica corretta dal punto di vista ideologico ed il Jazz in particolare era proibito. Molti artisti tuttavia cercarono dei modi per aggirare le limitazioni scrivendo testi conformi all'ideologia e prendendosi le libertà per la parte strumentale. Sotto Kim Jong-il, i generi in precedenza proibiti, compreso il jazz, divennero legali ed incoraggiati.
Molte canzoni pop nordcoreane sono di solito interpretate da una giovane cantante con un gruppo elettronico, percussionisti, coristi e ballerini. Alcuni brani pop come Hwiparam ("Fischio") - basato sui versi del poeta nordcoreano Cho Ki-chon - sono diventate popolari in Corea del Sud. Le canzoni sono principalmente influenzate dalla musica pop coreana e hanno titoli come Non chiedere il mio nome, La nostra vita è proprio una canzone, Dobbiamo tenere le baionette con più decisione, La gioia del raccolto eccezionale straripa tra la canzone della meccanizzazione Il caro generale usa la magia che riduce le distanze  (Chukjibeop), Canzone della pasta di fagioli, La mia patria colma di felicità, Tempo di un piacevole spuntino, Anch'io allevo galline, Le scarpe comprato mio fratello calzano perfettamente  Oh patate! e molti altri.
Canzoni come Noi siamo Uno e L'arcobaleno della riunificazione parlano delle speranze per una riunificazione della Corea secondo il socialismo, mentre la canzone Dove sei, caro generale?, probabilmente scritta dallo stesso padre di Kim Jong-un, parla di un'infermiera e del suo desiderio di incontrare il fondatore della patria. Nel 2012 fece il suo debutto mondiale la prima band femminile della Corea del Nord, la Moranbong Band: è un gruppo di circa sedici donne nordcoreane (undici strumentiste e cinque cantanti) che sono state selezionate personalmente da Kim Jong-un.
Il disc jockey di BBC radio Andy Kershaw notò, durante una visita in Corea del Nord, che gli unici dischi disponibili erano dei cantanti pop Jon Hye-yong, Kim Kwang-suk, Jo Kum-hwa e Li Bun-hui, della Wangjaesan Light Music Band, Mansudae Art Troupe e del Pochonbo Electronic Ensemble, con una musica definita da Kershaw come una "strumentale leggera con vocali popolari". Nel Paese vi sono l'Orchestra sinfonica di Stato, la Compagnia operistica Mare di Sangue, due cori, un'orchestra ed un insieme dedicato alle composizioni di Isang Yun, tutti situati a Pyongyang. I Pyongyang Film Studios producono anche molti brani strumentali per i propri film, e diversi programmi della Televisione Centrale Coreana possiedono una musica composta e suonata dall'Orchestra della radio e della televisione centrale.
La musica pop nordcoreana è disponibile per i visitatori di Pyongyang al Koryo Hotel o al Number One Department Store.

### Generi tradizionali
Come nella musica coreana in generale, in Corea del Nord i generi spaziano tra la folk e la classica fino a generi tradizionali come il sanjo, il pansori, e il nongak. La musica pansori è costituita da lunghe parti vocali e di percussioni che vengono interpretate da una cantante accompagnata da un solo tamburista. I testi raccontano una o cinque storie diverse individualizzate da ogni interprete. Il nongak è una forma rurale di musica a percussioni, tipicamente suonata da venti o trenta persone. Il sanjo è interamente strumentale e durante l'esecuzione di una canzone si cambiano ritmi e melodie. Tra gli strumenti vi sono i changgo e uno strumento melodico, come il gayageum o l'ajaeng.

## Strumenti
In Corea del Nord gli strumenti tradizionali sono stati adattati per amalgamarsi con i strumenti occidentali. Molte forme di musica antica sono rimaste e sono usate in rappresentazioni tradizionali adattate alla cultura comunista e accompagnano le canzoni moderne che onorano Kim Il-sung, Kim Jong-il e Kim Jong-un, e anche quelle che esprimono il desiderio di una Corea unita, fondendo la musica occidentale con quella puramente nordcoreana.
La moderna zither Ongnyugeum e il violino Sohaegeum a quattro corde sono versioni nordcoreane aggiornate degli strumenti tradizionali coreani, usati sia nella musica tradizionale che quella moderna.
La musica militare spesso fa largo uso degli ottoni occidentali, legni e strumenti a percussione, omettendo spesso quelli coreani. Nonostante l'originalità delle composizioni, le melodie non sono facilmente distinguibili da quelle occidentali in assenza dei loro testi, che spesso includono contenuti fortemente orientati.

## Gruppi musicali attivi

### Militari
- Ensemble di musica e danza dell'Armata popolare coreana
- Orchestra sinfonica e coro meritevole di Stato dell'Armata popolare coreana
- Ensemble di musica e danza della Marina popolare coreana
- Ensemble di musica e danza della Forza area popolare coreana
- Ensemble di musica e danza del Dipartimento della sicurezza popolare della RPDC
- Banda centrale militare dell'Armata popolare coreana
- Banda militare marciante delle donne del Dipartimento di sicurezza popolare della RPDC.

### Civili
- Orchestra nazionale Unhasu
- Orchestra sinfonica di stato della Repubblica Popolare Democratica di Corea
- Orchestra sinfonica Isang Yun
- Pochonbo Electronic Ensemble
- Wangjaesan Light Music Band e Wangjaesan Dance Troupe
- Moranbong Band
- Chongbong Band[12]
- Gruppi musicali della Mansudae Art Troupe (MAT)
  - Ensemble strumentale delle donne meritovi della MAT[13]
    - MAT Samjiyon Band[13]
      - Orchestra di Samjiyon[14]

  - Coro MAT
  - Orchestra filarmonica di Pyongyang
- Orchestra filarmonica nazionale della RPDC
- National Folk Art Troupe[15]
- Orchestra sinfonica di Pyongyang
- Phibada Opera Troupe[16]
- Orchestra giovanile di Stato della RPDC
- Filarmonica giovanile Kim Il-sung
- Orchestra della radio e della televisione centrale KCBS-KCTV